# Konserwatyzm

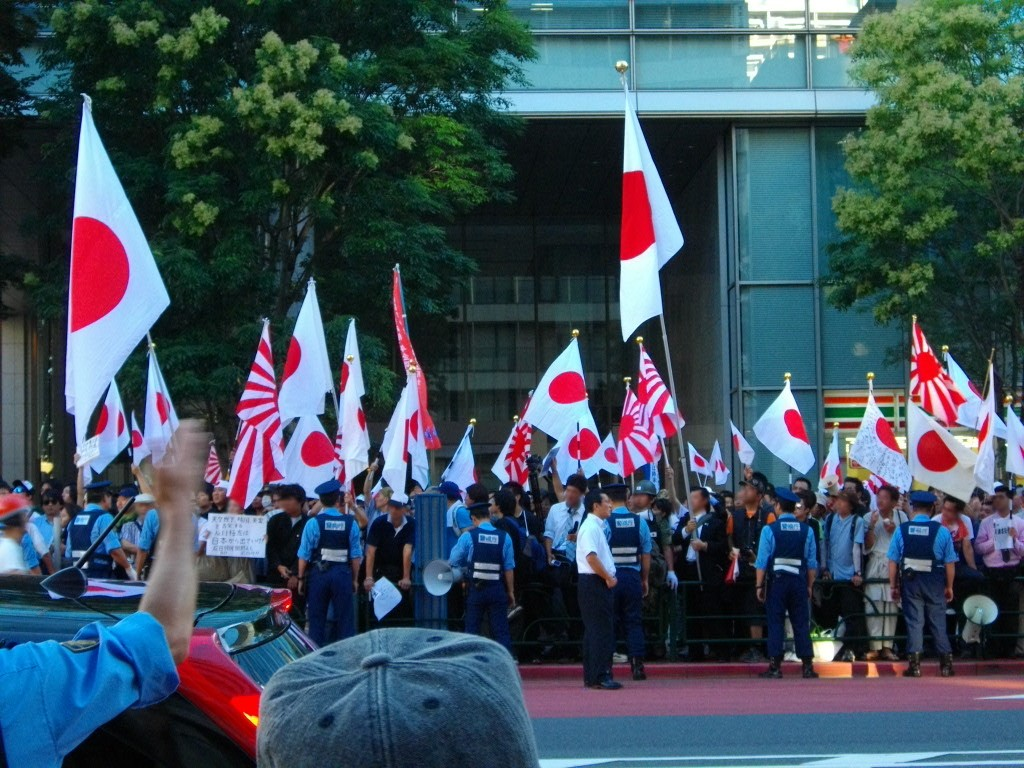
Japońscy konserwatyści podczas protestu (2009)

Konserwatyzm (łac. conservare „zachowywać”) – doktryna, która bazuje na hasłach obrony porządku społecznego oraz umacniania tradycyjnych wartości, takich jak: religia, naród, państwo, rodzina, hierarchia, autorytet. Konserwatyści dążą do obrony starego porządku ze względu na przekonanie o ewolucyjnym, a nie rewolucyjnym charakterze zmian kulturowo-politycznych. Konserwatyzm zrodził się na przełomie XVIII i XIX wieku jako próba przeciwstawienia się racjonalistycznej myśli oświecenia. Nowoczesny konserwatyzm stanowił reakcję na wydarzenia rewolucji francuskiej. Za twórcę podstaw ideologicznych nurtu uważany jest Edmund Burke. W powyższym znaczeniu termin ten po raz pierwszy użyty został w 1820 przez zwolennika restauracji dynastii Burbonów, François-René de Chateaubrianda, który wydawał pismo „Konserwatysta”. Konserwatyzm to pojęcie odnoszące się do jednej z wielu filozofii lub doktryn politycznych, a także na określenie opcji politycznej reprezentowanej przez wiele współczesnych partii (zwykle kojarzonych z prawicą). Konserwatyści odrzucają przekonanie, że jest możliwe poznanie praw życia zbiorowego i planowanie społeczne. Uważają, że wszelkie reformy muszą mieć charakter stopniowy, zdecydowanie niechętnie odnoszą się do rewolucji, są przeciwnikami projektów przemian opartych na ideologicznych podstawach.

## Prekonserwatyści
Za poprzedników konserwatystów można uznać wielu myślicieli i polityków będących zwolennikami hierarchicznego porządku społeczeństwa i silnej władzy wykonawczej lub przekładających poczucie bezpieczeństwa i ładu ponad niezależność, a jednocześnie szanujących tradycję. W takim ujęciu prekonserwatystami byliby m.in. Jean Bodin, Armand Jean Richelieu, Jonathan Swift, William Pitt Młodszy oraz angielscy torysi.

## Krytyka Oświecenia
Doktryna konserwatyzmu wyrosła na radykalnej krytyce oświecenia, przejawiającej się:
- krytyką oświeceniowego indywidualizmu (antyindywidualizm):
  - Konserwatyści uważali, że człowiek jest z natury istotą społeczną i dlatego musi żyć w społeczeństwie. Odrzucali oświeceniową teorię umowy społecznej oraz koncepcje praw natury, uważali, że człowiek nigdy nie żył sam – zawsze otaczało go społeczeństwo, a nawet jeśli żył sam, to nie był człowiekiem[potrzebny przypis] – uczłowieczył się dopiero wtedy, kiedy się uspołecznił.
- krytyką oświeceniowego racjonalizmu (antyracjonalizm):
  - Filozofowie oświecenia uważali, że człowiek kieruje się tylko i wyłącznie racjami rozumu, natomiast konserwatyści odrzucali ten pogląd. W ich przekonaniu człowiek jest istotą rozumną, ale jego działanie przede wszystkim jest determinowane przez namiętności i uczucia. Antyracjonalizm jest wizją człowieka, według której rozum jest hamowany przez uczucia.
- krytyką odrzucenia przez oświecenie grzechu pierworodnego:
  - Konserwatyści twierdzili, że w człowieku jest nieusuwalna doza zła, która jest właśnie wynikiem grzechu pierworodnego. Człowieka nie można pozostawić samemu sobie, ponieważ wytworzyłby się konflikt między ludźmi – swoista wojna wszystkich przeciw wszystkim. Niezbędna jest władza, która zapanuje nad społecznością. Bazując na takim założeniu, m.in. Hobbes tłumaczył, że ludzie żyjący w stanie natury musieli powołać władzę, by móc zaprzestać wzajemnych walk i wyniszczania się. Władza opisywana była jako swego rodzaju misterium.

## Odmiany konserwatyzmu

### Konserwatyzm ewolucyjny–ewolucjonizm
Jego ojcem jest Edmund Burke, autor książki Rozważania o rewolucji we Francji (ang: Reflections on the Revolution in France). Od czasu przełomu XVIII i XIX wieku ewolucjonizm przeżywał w Anglii rozkwit. Ewolucyjni konserwatyści akceptowali powolne zmiany systemu politycznego, lecz byli niechętni rewolucjom.
Edmund Burke martwił się o zachowanie tak zwanego „związku generacyjnego” między pokoleniami, by zbyt radykalna zmiana nie powodowała, że starsi i młodsi nie mogliby już się zrozumieć. Rewolucję traktował jako niedozwolone zerwanie ciągłości historycznej. Naród jest dziełem wielu generacji, tych przeszłych, obecnych i przyszłych. Żadna generacja nie ma prawa podejmowania decyzji w imieniu pozostałych. Rewolucja jest właśnie taką nieuprawnioną decyzją.
Burke w swej książce potępiał rewolucję, gilotynę, anty-arystokratyzm i mordy, lecz nie negował potrzeby zmian. Francuzom radził skorzystać w obalaniu absolutyzmu z dorobku „wolnościowego” Francji, tzn. z instytucji, jaką były Stany Generalne (zwołane we Francji w 1614, a potem dopiero w 1789).
Pisał to jeszcze zanim jakobini urządzali swe masowe mordy, lecz opierając się na pismach Rousseau i Holbacha uważał, że francuskie wizje polityczne, jako zbyt abstrakcyjne, wyrozumowane i pełne pogardy dla tradycji są skazane na niepowodzenie.
Kontynuatorami Burke’a byli w tym znaczeniu tacy myśliciele, jak Alexis de Tocqueville czy Herbert Spencer, a w polityce William Pitt Młodszy, Otto von Bismarck, Benjamin Disraeli czy Margaret Thatcher.

### Konserwatyzm tradycjonalistyczny–tradycjonalizm
Jego twórcą jest Joseph de Maistre. Tradycjonaliści starali się odbudować i przywrócić stary ład polityczny, który zburzyła w 1789 rewolucja francuska. Gdy okazało się to niemożliwe, starali się odbudować choć część tradycji politycznej. Tradycjonaliści byli zwolennikami Ancien régime’u i feudalizmu. W odróżnieniu od konserwatystów-ewolucjonistów, nie zadowalało ich konserwowanie społeczeństwa i tradycji, lecz dążyli do zniszczenia idei rewolucyjnych i ich zwolenników siłą. Ulubioną metodą tradycjonalistów bywał zamach stanu.
Kontynuatorami de Maiste’a byli w tym znaczeniu tacy myśliciele, jak Friedrich von Gentz, Karl Ludwig von Haller, czy Louis Gabriel Ambroise de Bonald, a w polityce Klemens Lothar von Metternich czy Francisco Franco.
Niemcy mają własną tradycję konserwatyzmu tradycjonalistycznego, którego główne hasła podnosił już Justus Möser (1720–1794).
Kongres wiedeński (1814–1815) był najbliższą sukcesu próbą przywrócenia starego ładu.
Niektórzy myśliciele konserwatywni za właściwy konserwatyzm uważali i uważają jedynie tradycjonalizm, a konserwatyzm ewolucyjny jest dla nich wcieleniem liberalizmu. Takie poglądy ma wśród polskich autorów Adam Wielomski.
Tradycjonaliści szanowali i szanują takie instytucje, jak monarchia dziedziczna czy arystokracja. Ewolucjoniści „konserwują” dawne wartości nawet w warunkach demokracji, niemożliwej do zaakceptowania dla tradycjonalistów. Zdaniem Rogera Scrutona konserwatyzm stanowczo sprzeciwia się idei sprawiedliwości społecznej.

### Neokonserwatyzmakonserwatyzm tradycjonalistyczny(w USA:paleokonserwatyzm)
Neokonserwatyści (XX wiek USA) dostosowali swoją ideologię do realiów życia społeczno-politycznego również w kwestiach ustrojowych. Zgodnie z ideologią neokonserwatyzmu demokracja pośrednia jest ustrojem najlepiej godzącym autorytet państwa i wolność obywateli.
Natomiast tradycyjni konserwatyści (dziś w USA zwani „paleokonserwatystami”) opowiadają się za władzą elit lub monarchy oraz odczuwają sceptycyzm w stosunku do „rządów wielu”. Władzę ludu uważają za „dyktaturę większości”, w skutkach zgubną dla całego społeczeństwa.